# Franz Dominic Grassi

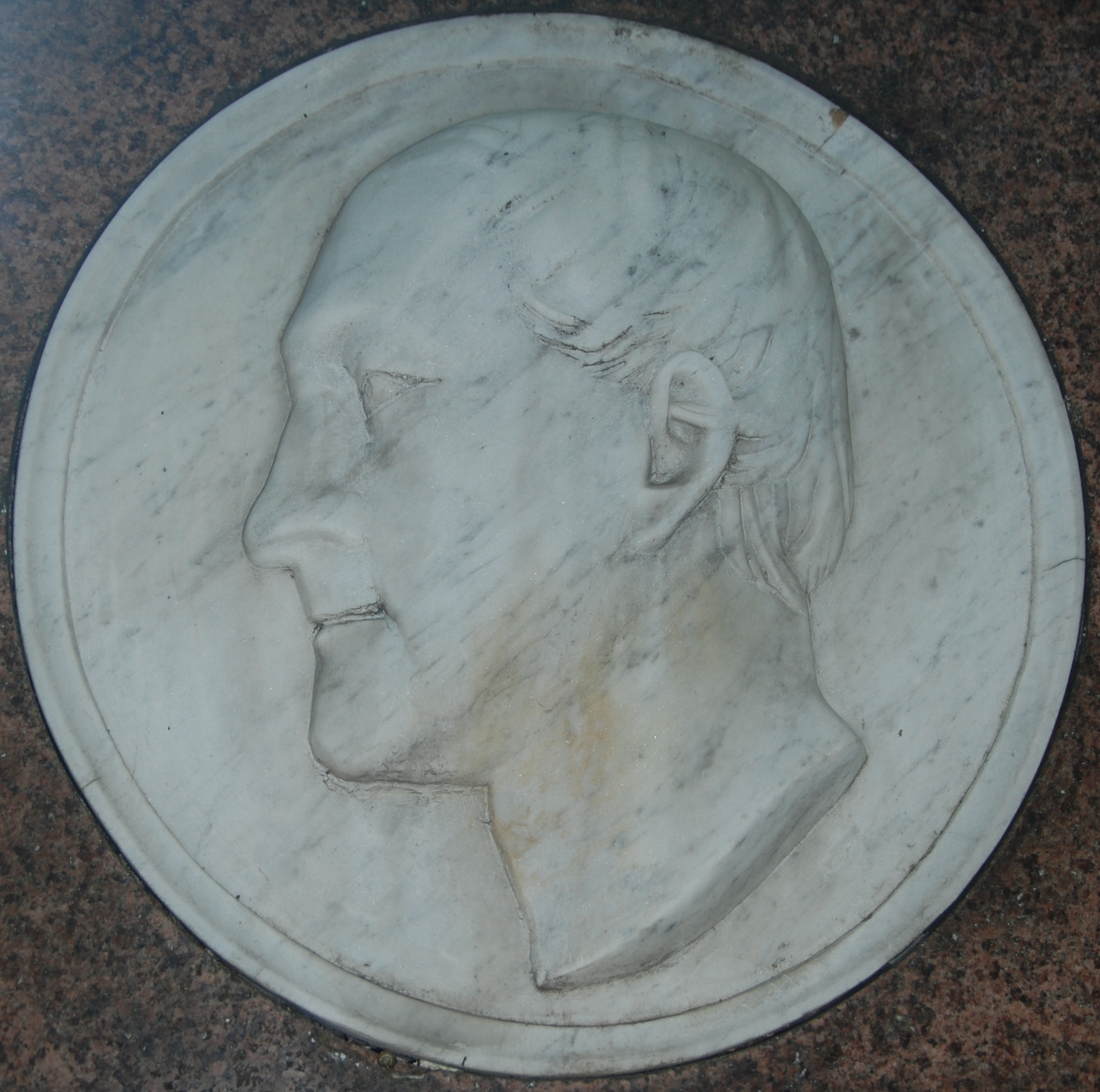
Relief am Grab auf dem Alten Johannisfriedhof

Franz Dominic Grassi (* 11. Mai 1801 in Leipzig; † 14. November 1880 ebenda) war ein Leipziger Kaufmann italienischer Abstammung, der durch sein umfangreiches Erbe der Stadt die Errichtung zahlreicher Baudenkmäler ermöglichte.

## Leben

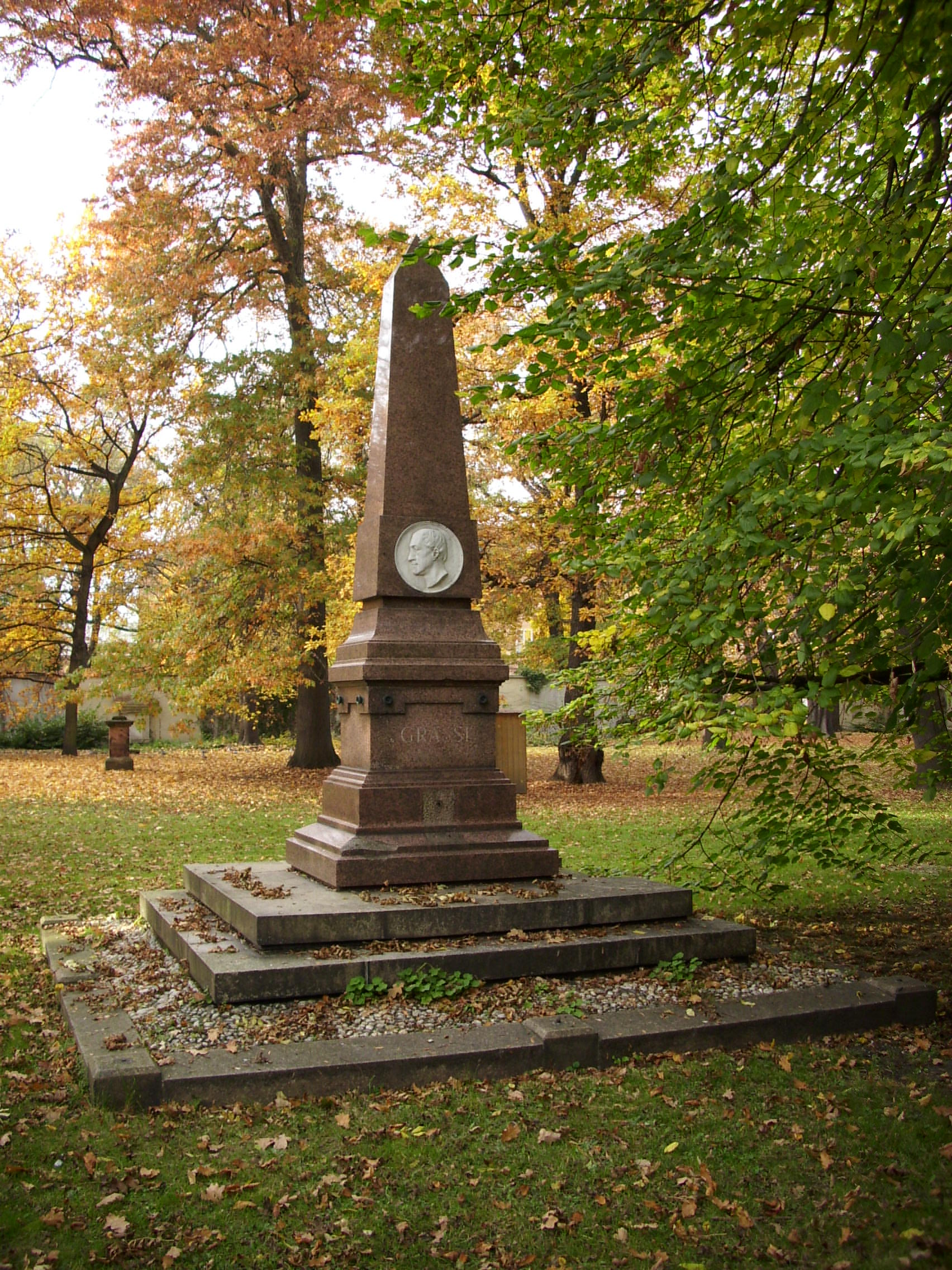
Grabmal von Franz Dominic Grassi

Grassi stammte aus einer aus Mittelitalien nach Leipzig eingewanderten Kaufmannsfamilie. Nach seiner kaufmännischen Ausbildung und zahlreichen Auslandsreisen gründete er in Leipzig eine eigene Handelsfirma für russische Produkte, Indigo und Südfrüchte. Nach dem Tod seines Vaters im Jahr 1847 betrieb er vorwiegend Spekulations- und Wechselgeschäfte, und nach dem Tod seiner Mutter 1854 zog er sich ganz aus dem aktiven Kaufmannsleben zurück.
Grassi blieb zeitlebens Junggeselle und galt als Leipziger Original. Er war Theater- und Pferdeliebhaber und unterstützte Leipziger Bürger, die in Notsituationen geraten waren. Im Leipziger Volksmund hieß Grassi auch „Der Holznutscher“, da er die Angewohnheit hatte, auf einem Zahnstocher zu kauen.
Grassi ist auf dem Alten Johannisfriedhof beerdigt.

## Vermächtnis
Obwohl Grassi in seinem Testament auch entfernte Verwandte, Patenkinder und Dienstboten bedachte, hinterließ er der Stadt ein Vermögen von 2,327 Millionen Mark, was heute über 20 Millionen Euro entspricht. Von diesem Vermögen wurden zahlreiche Bauvorhaben, Parkanlagen und Denkmäler unterstützt, von denen einige im Zweiten Weltkrieg zerstört wurden (Neues Gewandhaus, Museum am Augustusplatz). Von den heute noch erhaltenen Objekten sind das nach ihm benannte Grassimuseum am Johannisplatz, das „Alte Grassimuseum“ (heute Leipziger Stadtbibliothek) und der Mendebrunnen (Zuschuss zum Stiftungsvermögen von Marianne Pauline Mende († 1881), Witwe des Kaufmanns Ferdinand Wilhelm Mende) zu erwähnen.
Die Italienische Handelskammer für Deutschland und die TU Chemnitz stifteten 2002 den mit 2.000 Euro dotierten Franz-Dominic-Grassi-Preis für Leistungen zur Förderung der deutsch-italienischen Handels- und Wirtschaftsbeziehungen.